# Archaeoprepona phaedra
Espèce
Archaeoprepona phaedra est un insecte lépidoptère diurne de la famille des Nymphalidae, de la sous-famille des Charaxinae et du genre Archaeoprepona.

## Dénomination
Archaeoprepona phaedra a été décrit par Frederick DuCane Godman et Osbert Salvin sous le nom initial de Prepona phaedra.

### Sous-espèces
- Archaeoprepona phaedra phaedra
- Archaeoprepona phaedra aelia Constantino & Salazar, 1989

### Noms vernaculaires
Archaeoprepona phaedra se nomme Falcate Prepona en anglais.

## Description
Archaeoprepona phaedraest un grand papillon aux ailes antérieures à bord costal bossu et bord externe concave.
Le dessus est marron foncé presque noir marqué aux ailes antérieures et aux ailes postérieures d'une large bande bleu turquoise et d'une ligne submarginale de petits ocelles peu visibles excepté ceux proches de l'angle anal qui sont pupillés de bleu turquoise.
Le revers est beige nacré à reflets rose, orné aux ailes postérieures d'une ligne de petits ocelles ocre.

## Écologie et distribution
Il est présent dans au Mexique et à Panama.

### Protection
Pas de statut de protection particulier.